# Tazart
Tazart (en àrab تزارت, Tazārt; en amazic ⵜⴰⵣⴰⵔⵜ) és una comuna rural de la província d'Al Haouz, a la regió de Marràqueix-Safi, al Marroc. Segons el cens de 2014 tenia una població total de 15.243 persones.